# Neovenator
Neovenator (que significa "novo caçador") é um género extinto de dinossauro terópode do Cretáceo Inferior que viveu na Europa e media 7,5 metros de comprimento. A espécie-tipo é denominada  Neovenator salerii
O Neovenator viveu durante a cerca de 112 milhões de anos no que hoje é a Inglaterra. O Neovenator está relacionado com o Allosaurus da América do Norte, mas era mais leve. O crânio deste dinossauro continha dentes afiados com dois centímetros de comprimento. Suas garras tinham cinco centímetros de comprimento. Ele também tinha longas pernas e era capaz de se mover rapidamente. Foi nomeado em 1996, sendo o primeiro membro da superfamília Allosauroidea identificado na Inglaterra. Seus restos mortais foram encontrados na Ilha de Wight. Ele pode ter caçado o Iguanodon, herbívoro de grande porte da época. Em 2012 foi classificado na família Neovenatoridae.

## Descoberta

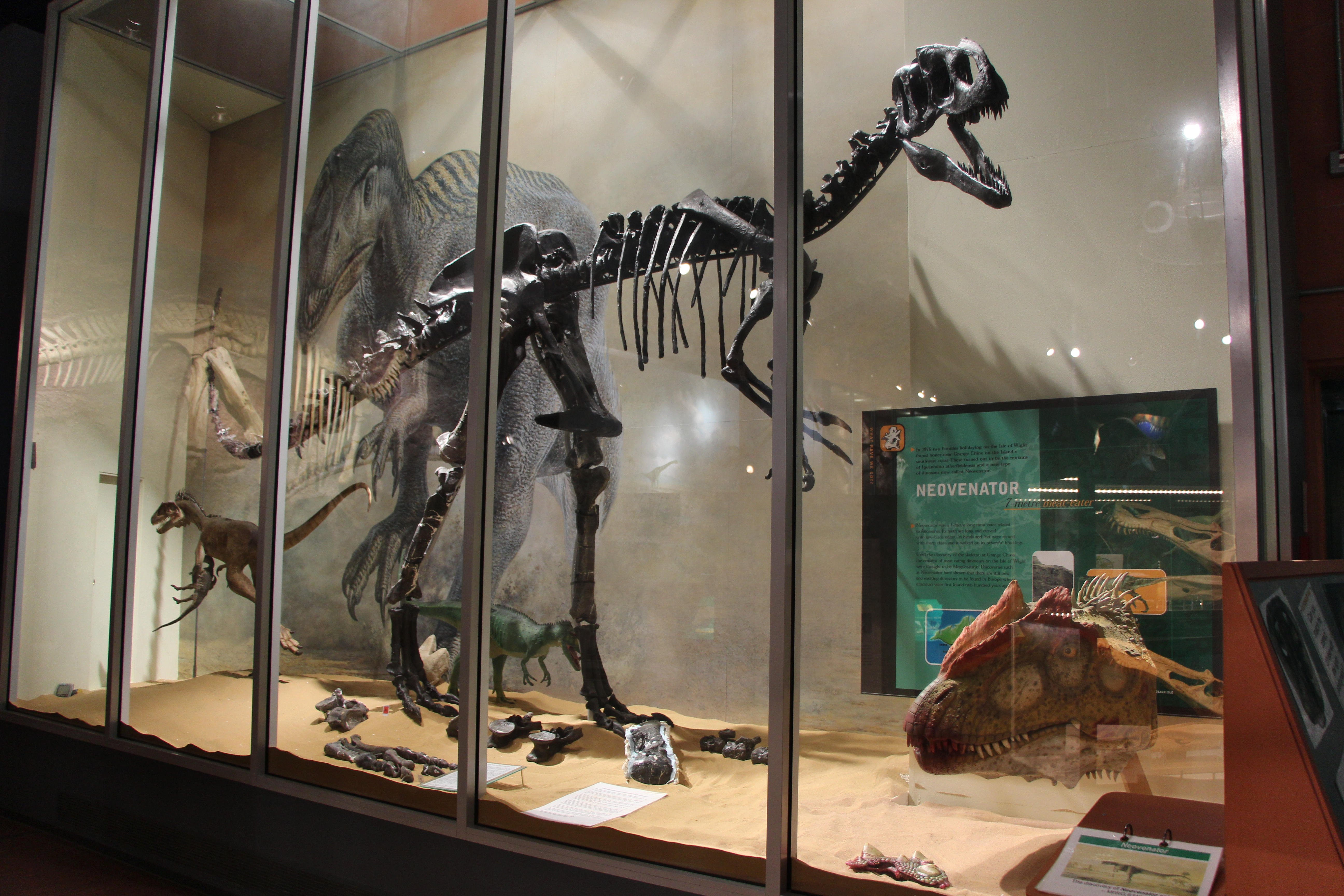
Esqueleto montado e fósseis, Dinosaur Isle

Os primeiros ossos de Neovenator foram descobertos no verão de 1978, quando uma tempestade fez parte do Grange Chine desabar. Rochas contendo fósseis caíram na praia de Brighstone Bay, na costa sudoeste da Ilha de Wight. As rochas consistiam em restos vegetais do leito L9 dentro das argilas e margas variegadas da Formação Wessex, datando do estágio Barremiano do Cretáceo Inferior, cerca de 125 milhões de anos atrás. Eles foram coletados pela primeira vez pela família Henwood e, logo depois, o estudante de geologia David Richards coletou material adicional. Richards enviou os restos mortais para o Museu da Ilha de Wight (hoje Dinosaur Isle) e o Museu de História Natural de Londres. Nesta última instituição, o paleontólogo Alan Jack Charig determinou que os ossos pertenciam a dois tipos de animais: Iguanodon e um terópode. O "Iguanodon", mais tarde denominado Mantellisaurus e, por fim, transformado no gênero separado Brighstoneus, gerou o maior interesse e, no início da década de 1980, uma equipe foi enviada pelo BMNH para obter mais material. O material do terópode, por sua vez, era bastante incompleto (consistindo de vértebras e fragmentos da pelve), e a falta de características diagnósticas significou que foi ignorado até que sua importância fosse reconhecida pelo Dr. William Blows.
Vários paleontólogos amadores, entre eles Keith e Jenny Simmonds, começaram a procurar por restos adicionais do predador. Por fim, o total de ossos recuperados incluía o focinho, os dentes, a parte frontal de uma mandíbula (maxilar inferior), a maior parte da coluna vertebral, costelas, costelas abdominais, chevrons, a cintura escapular esquerda, ossos da pelve e um membro posterior. Estes foram registrados sob os números BMNH R10001 e MIWG 6348. Eles equivaliam a aproximadamente 70% do esqueleto. Em 1985, escavações realizadas por Steve Hutt, do MIWG, revelaram duas vértebras de um segundo indivíduo, espécime MIWG.5470. Em 1987, Jenny Simmonds encontrou um terceiro esqueleto, contendo vértebras e ossos pélvicos, espécime MIWG.6352. Um quarto indivíduo encontrado por Nick Oliver é representado pelo espécime IWCMS 2002.186, constituído por uma mandíbula inferior, partes das vértebras cervicais (pescoço) e elementos dos membros. Em 1990, o material, então considerado uma possível nova espécie de Megalosaurus, foi descrito provisoriamente por Hutt. Tendo confundido o ísquio de MIWG 6352 com um osso púbico, Hutt sugeriu que este espécime representava uma espécie distinta.

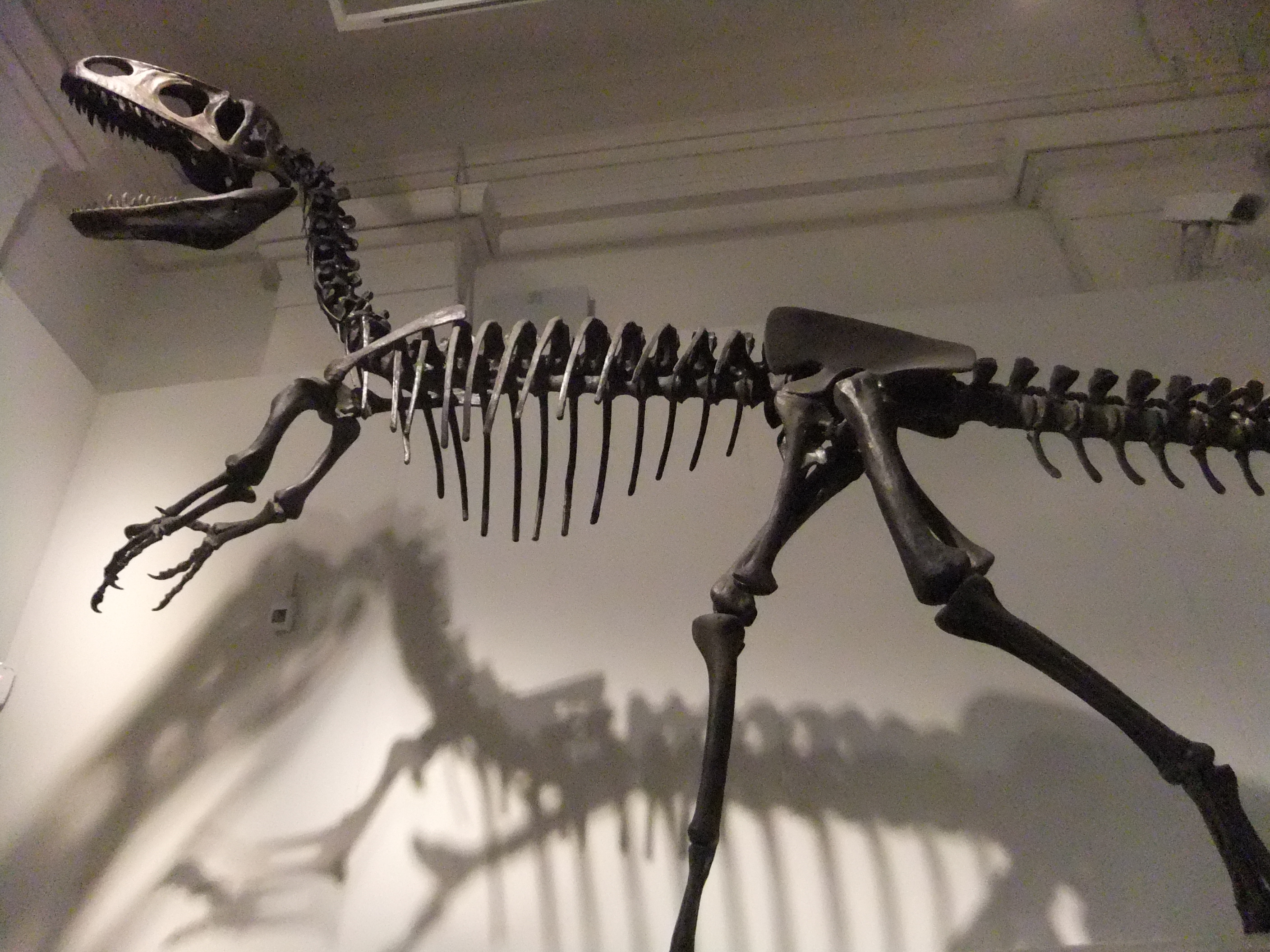
Esqueleto restaurado

Em 1996, Steve Hutt, David Martill e Michael Barker nomearam e descreveram a espécie-tipo Neovenator salerii. O nome genérico Neovenator significa "novo caçador", do grego neo~, "novo", e do latim venator, "caçador". O nome específico salerii homenageia os proprietários das terras do sítio, a família Salero. Dado o grande número de indivíduos envolvidos no processo de descoberta, considerou-se impróprio destacar um deles como descobridor. O holótipo é o esqueleto registrado como BMNH R10001 e MIWG 6348.
Em 1999, Hutt dedicou sua tese de mestrado (não publicada) a Neovenator. Esta tese formaria a base para uma monografia que discutiria a osteologia do gênero. Essa monografia foi publicada em 2008 e teve como autores Stephen L. Brusatte, Roger B. J. Benson e Hutt pela Palaeontographical Society.
Em 2012, dentes indistinguíveis daqueles associados ao holótipo de Neovenator foram encontrados no leito ósseo de Angeac-Charente, na França, datando do Berriasiano.  Eles foram distinguidos daqueles de Erectopus, um alossauróide basal também conhecido do Cretáceo Inferior da França, por diferenças nas carinas de seus dentes.

## Descrição

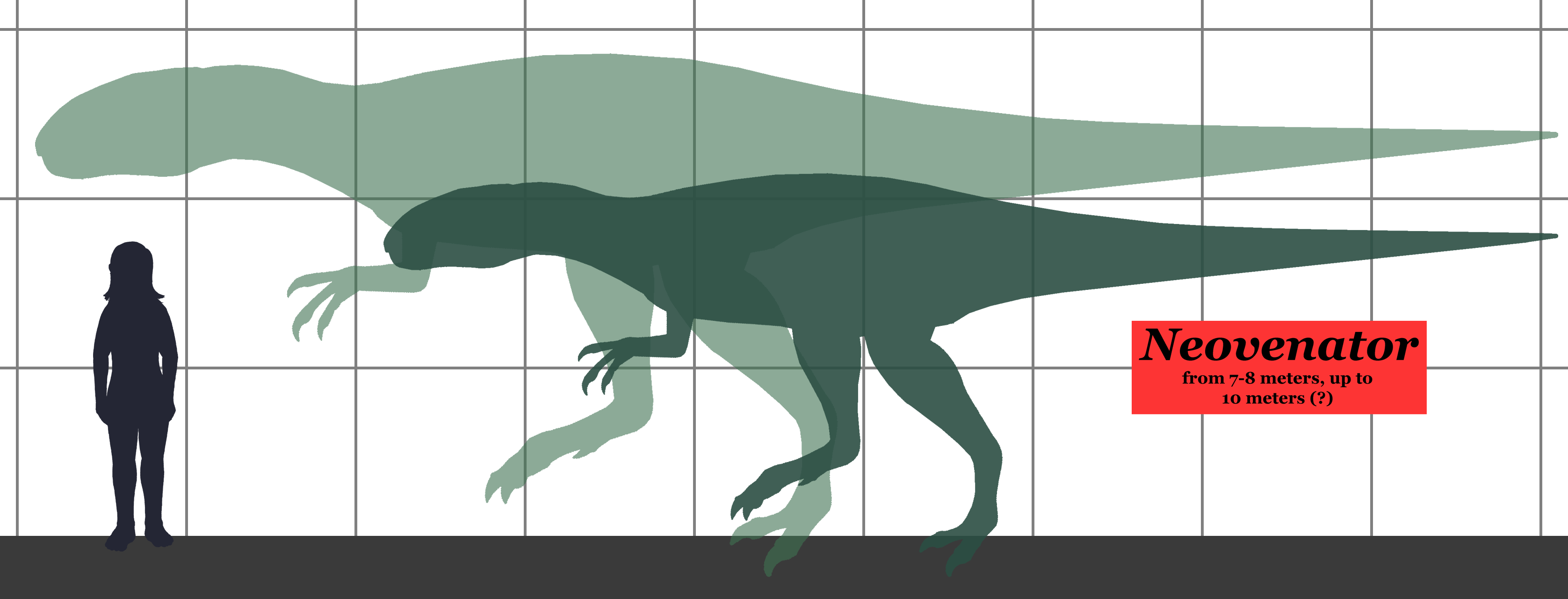
Tamanho em comparação ao humano

Neovenator era um carcarodontossaurídeo de porte médio e constituição leve. O espécime holótipo media aproximadamente sete metros de comprimento e era bastante leve. Gregory S. Paul estimou sua massa em cerca de uma tonelada. Foi sugerido que o holótipo pode ser um subadulto e, se for esse o caso, pode não refletir o tamanho corporal máximo do gênero. No entanto, em 2016, Jeremy Lockwood observou que a maioria dos elementos referidos ao Neovenator são aproximadamente do mesmo tamanho que o holótipo, sugerindo que os adultos teriam um tamanho corporal semelhante. O espécime MIWG 4199 indica um indivíduo com um possível comprimento de cerca de dez metros, mas consiste apenas em uma falange de dedo e sua posição no Neovenator é duvidosa. Acredita-se que uma pegada (IWCMS:2016.273) tenha sido deixada por um animal com altura de quadril de 2,5 metros e, embora o autor da pegada seja incerto, foi sugerido que ela foi deixada por um Neovenator maduro.

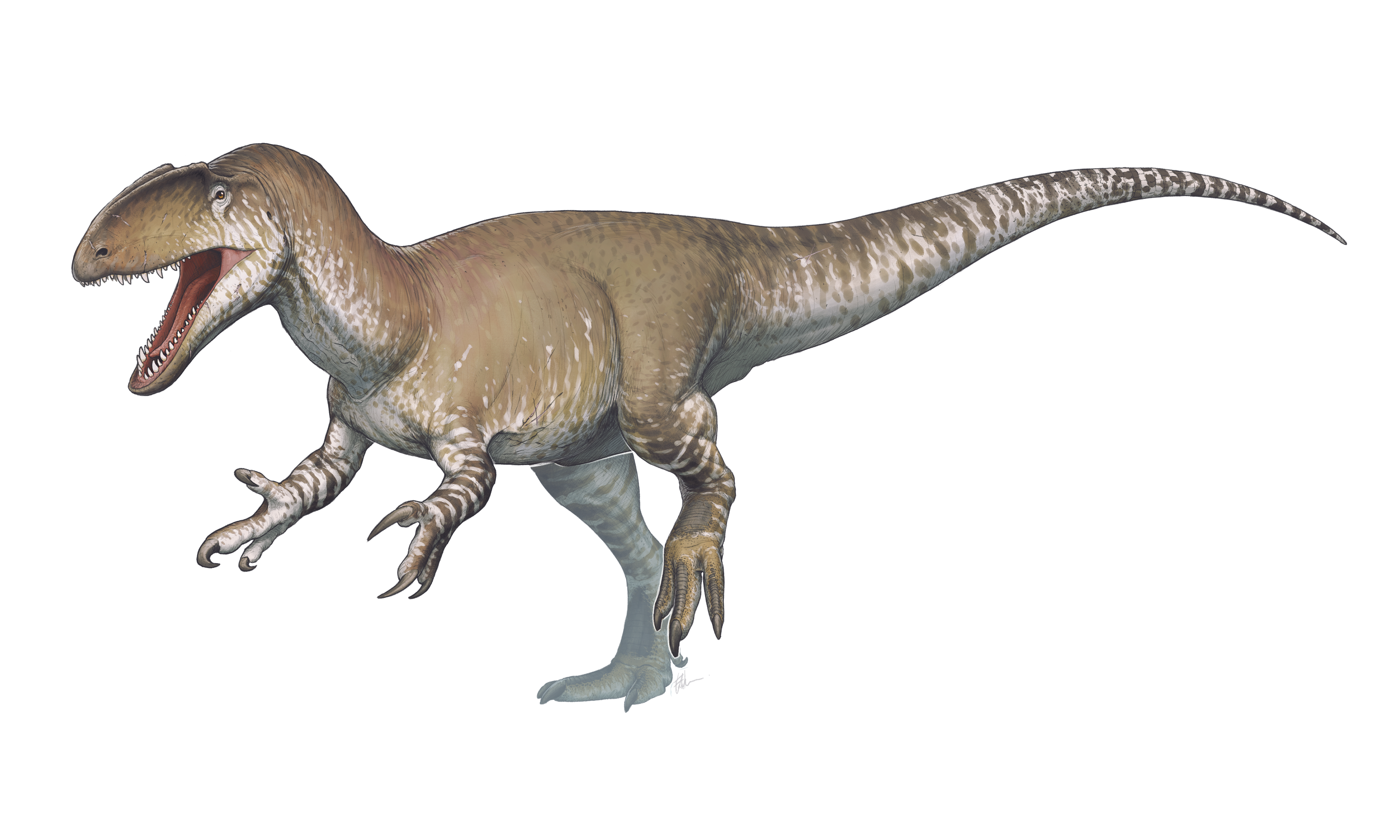
Restauração

### Crânio

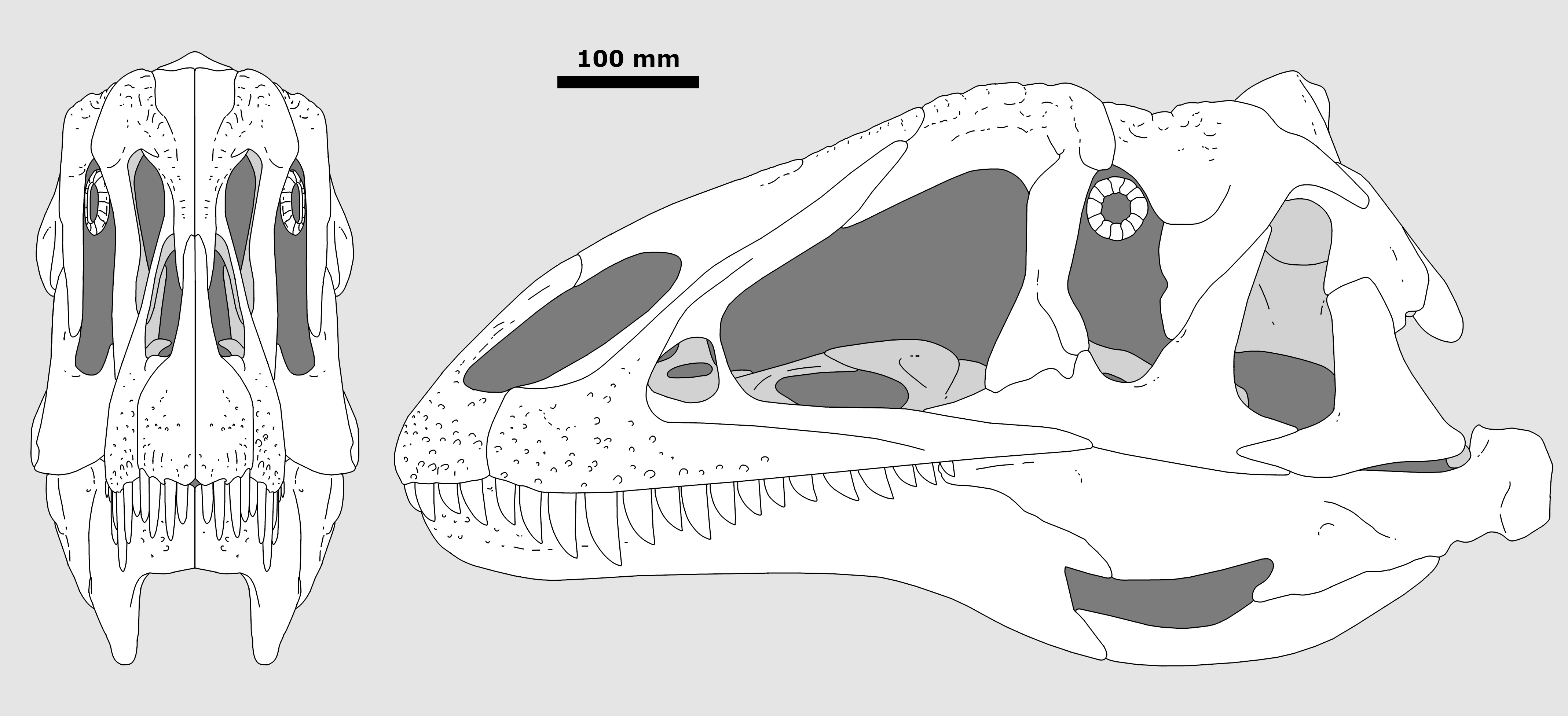
Crânio reconstruído em vistas anterior (esquerda) e lateral esquerda (direita)

O crânio do Neovenator não é conhecido em sua totalidade, mas é representado por ambas as pré-maxilas (ambas completas), uma maxila esquerda, uma nasal direita, uma palatina direita e a porção anterior (frontal) de um dentário esquerdo, parte da mandíbula. As pré-maxilas eram mais longas do que altas, medindo 8,7 cm de comprimento e 7 cm de altura. Essa condição é observada em vários táxons não carcarodontossaurídeos (por exemplo, Allosaurus e Sinraptor), mas não em outros carcarodontossauros mais derivados, como o Acrocanthosaurus.  As pré-maxilas têm uma conexão adicional (referida em 2001 como uma "conexão caneta-no-soquete"), não observada em outros terópodes. A maxila esquerda, conforme preservada, mede cerca de 30 cm de comprimento e 7,5 cm de profundidade. Falta apenas uma pequena porção perto de onde o jugal se conectava. Como em muitos tetanuros basais (e no mais derivado Carcharodontosaurus), a maxila contribuía para a borda posterior (posterior) da narina externa (abertura nasal). Semelhante aos abelissaurídeos e outros alossaurídeos (por exemplo, Giganotosaurus, Mapusaurus e Sinraptor), a superfície da maxila apresentava rugosidades proeminentes e continha uma alta densidade de forames, particularmente em sua porção mais anterior, ventral (abaixo) da narina externa. Foi sugerido que o focinho do Neovenator era altamente vascularizado ou inervado. Ao contrário de muitos outros alossaurídeos e ceratossaurianos, o ramo ascendente não possuía escavação pneumática (espaços ocos contendo bolsas de ar). Uma grande fenestra maxilar, com um diâmetro de aproximadamente um sexto do comprimento da fileira de dentes, penetrava na maxila. Semelhante à maxila, a nasalidade do Neovenator era rugosa, embora a extensão de sua rugosidade fosse ligeiramente menor do que a do Carcharodontosaurus. As superfícies dorsal (superior) e lateral (lateral) da nasalidade eram separadas por uma crista rugosa. Embora inicialmente considerada uma característica diagnóstica do Neovenator, a mesma também é conhecida no Allosaurus. Como evidenciado pela presença de um único pneumatóporo grande, a nasalidade era provavelmente oca e altamente pneumatizada. Condições semelhantes são observadas em outros alossauróides, embora a quantidade de pneumatóporos variasse, às vezes dentro do mesmo gênero.

### Coluna vertebral

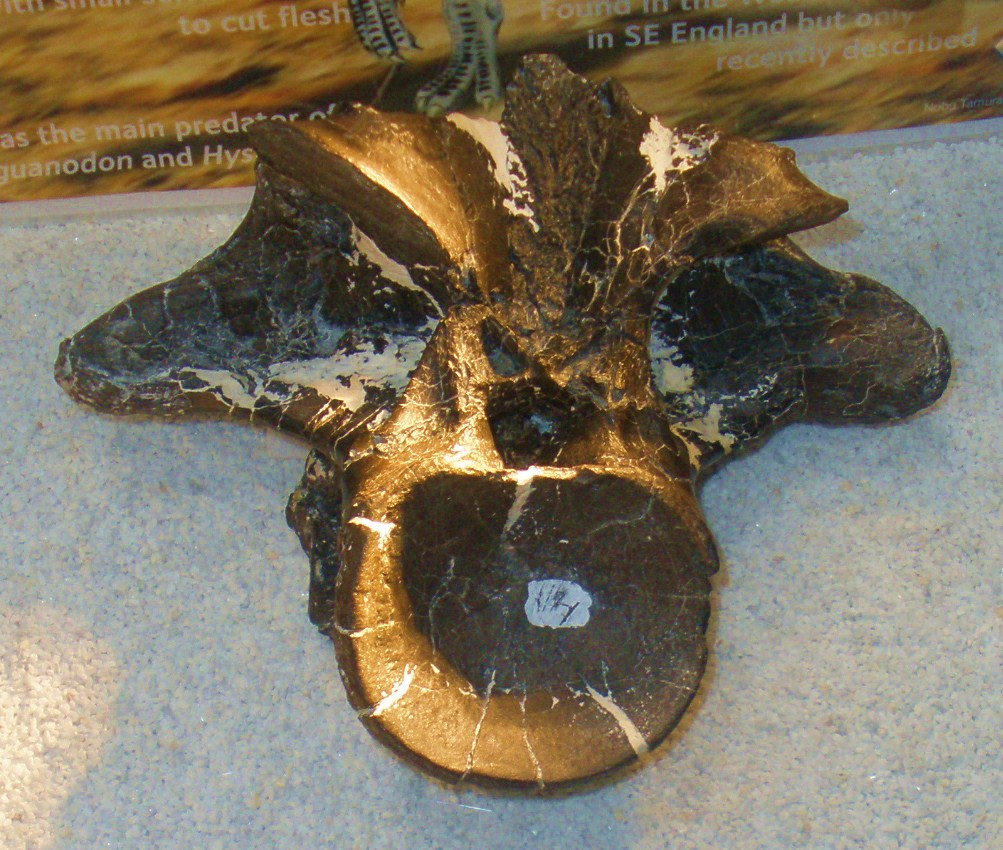
Primeira vértebra dorsal

A maior parte da coluna vertebral do Neovenator é conhecida a partir do holótipo. Seis vértebras cervicais (pescoço), incluindo o áxis (a segunda vértebra cervical posicionalmente), são conhecidas, assim como doze vértebras dorsais (posteriores). Também são conhecidas vinte e três vértebras caudais (cauda). A superfície articular frontal do intercentro do áxis era alargada transversalmente. O processo odontoide do áxis tinha pequenas aberturas ao longo da borda lateral da faceta frontal, e o processo neural do áxis tinha uma única pequena abertura na lateral. As vértebras cervicais mais posteriores eram fundidas com suas costelas cervicais; embora isso seja conhecido em muitos outros clados de terópodes, o Neovenator é o único alossauroide em que isso ocorreu.

## Classificação
No artigo de 1996 descrevendo Neovenator, Hutt, Martill e Barker sugeriram uma relação próxima com Allosaurus, e que o próprio Neovenator poderia ter sido um membro de Allosauridae.  As descobertas desse artigo foram baseadas em comparações morfológicas, em vez de análises filogenéticas. A primeira análise a incluir Neovenator foi publicada em 2000 por Thomas R. Holtz Jr., e de fato recuperada como o táxon irmão de Allosaurus. No entanto, essa topologia foi o resultado de pontuação incorreta, e dois dos caracteres usados para unir os dois gêneros (morfologia da pré-zigapófise e expansão distal da escápula) são respectivamente errôneos e não correlacionados com a filogenia. Em uma análise filogenética de Allosauroidea realizada em 2008, que antecedeu ligeiramente a monografia de Neovenator, Steve Brusatte e Paul Sereno recuperaram Neovenator como o membro mais basal de Carcharodontosauridae.  Em 2010, Brusatte, juntamente com Roger B. J. Benson e Matt Carrano, recuperaram Neovenator em uma posição semelhante. No entanto, seu banco de dados incluía megaraptores, que foram recuperados em um clado com Neovenator. Portanto, Benson, Carrano e Brusatte erigiram a família Neovenatoridae, para abranger ambos os táxons
O cladograma abaixo segue a análise de 2010 de Benson, Carrano e Brusatte.
|  | Australovenator |
|  |                 |
|  | Fukuiraptor     |
|  |                 |

|  | Aerosteon  |
|  |            |
|  | Megaraptor |
|  |            |

|  | Australovenator |
|  |                 |
|  | Fukuiraptor     |
|  |                 |

|  | Aerosteon  |
|  |            |
|  | Megaraptor |
|  |            |

|  | Australovenator |
|  |                 |
|  | Fukuiraptor     |
|  |                 |

|  | Aerosteon  |
|  |            |
|  | Megaraptor |
|  |            |

|  | Australovenator |
|  |                 |
|  | Fukuiraptor     |
|  |                 |

|  | Aerosteon  |
|  |            |
|  | Megaraptor |
|  |            |

|  | Australovenator |
|  |                 |
|  | Fukuiraptor     |
|  |                 |

|  | Aerosteon  |
|  |            |
|  | Megaraptor |
|  |            |

|  | Australovenator |
|  |                 |
|  | Fukuiraptor     |
|  |                 |

|  | Aerosteon  |
|  |            |
|  | Megaraptor |
|  |            |

|  | Australovenator |
|  |                 |
|  | Fukuiraptor     |
|  |                 |

|  | Aerosteon  |
|  |            |
|  | Megaraptor |
|  |            |

|  | Australovenator |
|  |                 |
|  | Fukuiraptor     |
|  |                 |

|  | Aerosteon  |
|  |            |
|  | Megaraptor |
|  |            |

Nos anos seguintes a esse artigo, no entanto, um número crescente de filogenias recuperou megaraptores em Coelurosauria, em vez de serem irmãos de Neovenator. Se este for o caso, Neovenatoridae é provavelmente monotípico. Fernano Novas et al. (2013) recuperaram Neovenator na base de Carcharodontosauridae, em uma politomia com Eocarcharia e Concavenator.
Cladograma segundo Novas et al., 2013
|  | Tyrannotitan                                                  |
|  |                                                               |
|  | \| \| Mapusaurus \| \| \| \| \| \| Giganotosaurus \| \| \| \| |
|  |                                                               |
|  | Mapusaurus                                                    |
|  |                                                               |
|  | Giganotosaurus                                                |
|  |                                                               |

|  | Mapusaurus     |
|  |                |
|  | Giganotosaurus |
|  |                |

|  | Tyrannotitan                                                  |
|  |                                                               |
|  | \| \| Mapusaurus \| \| \| \| \| \| Giganotosaurus \| \| \| \| |
|  |                                                               |
|  | Mapusaurus                                                    |
|  |                                                               |
|  | Giganotosaurus                                                |
|  |                                                               |

|  | Mapusaurus     |
|  |                |
|  | Giganotosaurus |
|  |                |

|  | Tyrannotitan                                                  |
|  |                                                               |
|  | \| \| Mapusaurus \| \| \| \| \| \| Giganotosaurus \| \| \| \| |
|  |                                                               |
|  | Mapusaurus                                                    |
|  |                                                               |
|  | Giganotosaurus                                                |
|  |                                                               |

|  | Mapusaurus     |
|  |                |
|  | Giganotosaurus |
|  |                |

|  | Tyrannotitan                                                  |
|  |                                                               |
|  | \| \| Mapusaurus \| \| \| \| \| \| Giganotosaurus \| \| \| \| |
|  |                                                               |
|  | Mapusaurus                                                    |
|  |                                                               |
|  | Giganotosaurus                                                |
|  |                                                               |

|  | Mapusaurus     |
|  |                |
|  | Giganotosaurus |
|  |                |

|  | Tyrannotitan                                                  |
|  |                                                               |
|  | \| \| Mapusaurus \| \| \| \| \| \| Giganotosaurus \| \| \| \| |
|  |                                                               |
|  | Mapusaurus                                                    |
|  |                                                               |
|  | Giganotosaurus                                                |
|  |                                                               |

|  | Mapusaurus     |
|  |                |
|  | Giganotosaurus |
|  |                |

|  | Tyrannotitan                                                  |
|  |                                                               |
|  | \| \| Mapusaurus \| \| \| \| \| \| Giganotosaurus \| \| \| \| |
|  |                                                               |
|  | Mapusaurus                                                    |
|  |                                                               |
|  | Giganotosaurus                                                |
|  |                                                               |

|  | Mapusaurus     |
|  |                |
|  | Giganotosaurus |
|  |                |

|  | Tyrannotitan                                                  |
|  |                                                               |
|  | \| \| Mapusaurus \| \| \| \| \| \| Giganotosaurus \| \| \| \| |
|  |                                                               |
|  | Mapusaurus                                                    |
|  |                                                               |
|  | Giganotosaurus                                                |
|  |                                                               |

|  | Mapusaurus     |
|  |                |
|  | Giganotosaurus |
|  |                |

|  | Tyrannotitan                                                  |
|  |                                                               |
|  | \| \| Mapusaurus \| \| \| \| \| \| Giganotosaurus \| \| \| \| |
|  |                                                               |
|  | Mapusaurus                                                    |
|  |                                                               |
|  | Giganotosaurus                                                |
|  |                                                               |

|  | Mapusaurus     |
|  |                |
|  | Giganotosaurus |
|  |                |

|  | Tyrannotitan                                                  |
|  |                                                               |
|  | \| \| Mapusaurus \| \| \| \| \| \| Giganotosaurus \| \| \| \| |
|  |                                                               |
|  | Mapusaurus                                                    |
|  |                                                               |
|  | Giganotosaurus                                                |
|  |                                                               |

|  | Mapusaurus     |
|  |                |
|  | Giganotosaurus |
|  |                |

|  | Tyrannotitan                                                  |
|  |                                                               |
|  | \| \| Mapusaurus \| \| \| \| \| \| Giganotosaurus \| \| \| \| |
|  |                                                               |
|  | Mapusaurus                                                    |
|  |                                                               |
|  | Giganotosaurus                                                |
|  |                                                               |

|  | Mapusaurus     |
|  |                |
|  | Giganotosaurus |
|  |                |

|  | Tyrannotitan                                                  |
|  |                                                               |
|  | \| \| Mapusaurus \| \| \| \| \| \| Giganotosaurus \| \| \| \| |
|  |                                                               |
|  | Mapusaurus                                                    |
|  |                                                               |
|  | Giganotosaurus                                                |
|  |                                                               |

|  | Mapusaurus     |
|  |                |
|  | Giganotosaurus |
|  |                |

|  | Tyrannotitan                                                  |
|  |                                                               |
|  | \| \| Mapusaurus \| \| \| \| \| \| Giganotosaurus \| \| \| \| |
|  |                                                               |
|  | Mapusaurus                                                    |
|  |                                                               |
|  | Giganotosaurus                                                |
|  |                                                               |

|  | Mapusaurus     |
|  |                |
|  | Giganotosaurus |
|  |                |

|  | Tyrannotitan                                                  |
|  |                                                               |
|  | \| \| Mapusaurus \| \| \| \| \| \| Giganotosaurus \| \| \| \| |
|  |                                                               |
|  | Mapusaurus                                                    |
|  |                                                               |
|  | Giganotosaurus                                                |
|  |                                                               |

|  | Mapusaurus     |
|  |                |
|  | Giganotosaurus |
|  |                |

|  | Tyrannotitan                                                  |
|  |                                                               |
|  | \| \| Mapusaurus \| \| \| \| \| \| Giganotosaurus \| \| \| \| |
|  |                                                               |
|  | Mapusaurus                                                    |
|  |                                                               |
|  | Giganotosaurus                                                |
|  |                                                               |

|  | Mapusaurus     |
|  |                |
|  | Giganotosaurus |
|  |                |

|  | Tyrannotitan                                                  |
|  |                                                               |
|  | \| \| Mapusaurus \| \| \| \| \| \| Giganotosaurus \| \| \| \| |
|  |                                                               |
|  | Mapusaurus                                                    |
|  |                                                               |
|  | Giganotosaurus                                                |
|  |                                                               |

|  | Mapusaurus     |
|  |                |
|  | Giganotosaurus |
|  |                |

|  | Tyrannotitan                                                  |
|  |                                                               |
|  | \| \| Mapusaurus \| \| \| \| \| \| Giganotosaurus \| \| \| \| |
|  |                                                               |
|  | Mapusaurus                                                    |
|  |                                                               |
|  | Giganotosaurus                                                |
|  |                                                               |

|  | Mapusaurus     |
|  |                |
|  | Giganotosaurus |
|  |                |

|  | Tyrannotitan                                                  |
|  |                                                               |
|  | \| \| Mapusaurus \| \| \| \| \| \| Giganotosaurus \| \| \| \| |
|  |                                                               |
|  | Mapusaurus                                                    |
|  |                                                               |
|  | Giganotosaurus                                                |
|  |                                                               |

|  | Mapusaurus     |
|  |                |
|  | Giganotosaurus |
|  |                |

|  | Tyrannotitan                                                  |
|  |                                                               |
|  | \| \| Mapusaurus \| \| \| \| \| \| Giganotosaurus \| \| \| \| |
|  |                                                               |
|  | Mapusaurus                                                    |
|  |                                                               |
|  | Giganotosaurus                                                |
|  |                                                               |

|  | Mapusaurus     |
|  |                |
|  | Giganotosaurus |
|  |                |

|  | Tyrannotitan                                                  |
|  |                                                               |
|  | \| \| Mapusaurus \| \| \| \| \| \| Giganotosaurus \| \| \| \| |
|  |                                                               |
|  | Mapusaurus                                                    |
|  |                                                               |
|  | Giganotosaurus                                                |
|  |                                                               |

|  | Mapusaurus     |
|  |                |
|  | Giganotosaurus |
|  |                |

|  | Tyrannotitan                                                  |
|  |                                                               |
|  | \| \| Mapusaurus \| \| \| \| \| \| Giganotosaurus \| \| \| \| |
|  |                                                               |
|  | Mapusaurus                                                    |
|  |                                                               |
|  | Giganotosaurus                                                |
|  |                                                               |

|  | Mapusaurus     |
|  |                |
|  | Giganotosaurus |
|  |                |

|  | Tyrannotitan                                                  |
|  |                                                               |
|  | \| \| Mapusaurus \| \| \| \| \| \| Giganotosaurus \| \| \| \| |
|  |                                                               |
|  | Mapusaurus                                                    |
|  |                                                               |
|  | Giganotosaurus                                                |
|  |                                                               |

|  | Mapusaurus     |
|  |                |
|  | Giganotosaurus |
|  |                |

|  | Tyrannotitan                                                  |
|  |                                                               |
|  | \| \| Mapusaurus \| \| \| \| \| \| Giganotosaurus \| \| \| \| |
|  |                                                               |
|  | Mapusaurus                                                    |
|  |                                                               |
|  | Giganotosaurus                                                |
|  |                                                               |

|  | Mapusaurus     |
|  |                |
|  | Giganotosaurus |
|  |                |

|  | Tyrannotitan                                                  |
|  |                                                               |
|  | \| \| Mapusaurus \| \| \| \| \| \| Giganotosaurus \| \| \| \| |
|  |                                                               |
|  | Mapusaurus                                                    |
|  |                                                               |
|  | Giganotosaurus                                                |
|  |                                                               |

|  | Mapusaurus     |
|  |                |
|  | Giganotosaurus |
|  |                |

|  | Tyrannotitan                                                  |
|  |                                                               |
|  | \| \| Mapusaurus \| \| \| \| \| \| Giganotosaurus \| \| \| \| |
|  |                                                               |
|  | Mapusaurus                                                    |
|  |                                                               |
|  | Giganotosaurus                                                |
|  |                                                               |

|  | Mapusaurus     |
|  |                |
|  | Giganotosaurus |
|  |                |

|  | Tyrannotitan                                                  |
|  |                                                               |
|  | \| \| Mapusaurus \| \| \| \| \| \| Giganotosaurus \| \| \| \| |
|  |                                                               |
|  | Mapusaurus                                                    |
|  |                                                               |
|  | Giganotosaurus                                                |
|  |                                                               |

|  | Mapusaurus     |
|  |                |
|  | Giganotosaurus |
|  |                |

|  | Tyrannotitan                                                  |
|  |                                                               |
|  | \| \| Mapusaurus \| \| \| \| \| \| Giganotosaurus \| \| \| \| |
|  |                                                               |
|  | Mapusaurus                                                    |
|  |                                                               |
|  | Giganotosaurus                                                |
|  |                                                               |

|  | Mapusaurus     |
|  |                |
|  | Giganotosaurus |
|  |                |

|  | Tyrannotitan                                                  |
|  |                                                               |
|  | \| \| Mapusaurus \| \| \| \| \| \| Giganotosaurus \| \| \| \| |
|  |                                                               |
|  | Mapusaurus                                                    |
|  |                                                               |
|  | Giganotosaurus                                                |
|  |                                                               |

|  | Mapusaurus     |
|  |                |
|  | Giganotosaurus |
|  |                |

|  | Tyrannotitan                                                  |
|  |                                                               |
|  | \| \| Mapusaurus \| \| \| \| \| \| Giganotosaurus \| \| \| \| |
|  |                                                               |
|  | Mapusaurus                                                    |
|  |                                                               |
|  | Giganotosaurus                                                |
|  |                                                               |

|  | Mapusaurus     |
|  |                |
|  | Giganotosaurus |
|  |                |

|  | Tyrannotitan                                                  |
|  |                                                               |
|  | \| \| Mapusaurus \| \| \| \| \| \| Giganotosaurus \| \| \| \| |
|  |                                                               |
|  | Mapusaurus                                                    |
|  |                                                               |
|  | Giganotosaurus                                                |
|  |                                                               |

|  | Mapusaurus     |
|  |                |
|  | Giganotosaurus |
|  |                |

|  | Tyrannotitan                                                  |
|  |                                                               |
|  | \| \| Mapusaurus \| \| \| \| \| \| Giganotosaurus \| \| \| \| |
|  |                                                               |
|  | Mapusaurus                                                    |
|  |                                                               |
|  | Giganotosaurus                                                |
|  |                                                               |

|  | Mapusaurus     |
|  |                |
|  | Giganotosaurus |
|  |                |

|  | Tyrannotitan                                                  |
|  |                                                               |
|  | \| \| Mapusaurus \| \| \| \| \| \| Giganotosaurus \| \| \| \| |
|  |                                                               |
|  | Mapusaurus                                                    |
|  |                                                               |
|  | Giganotosaurus                                                |
|  |                                                               |

|  | Mapusaurus     |
|  |                |
|  | Giganotosaurus |
|  |                |

|  | Tyrannotitan                                                  |
|  |                                                               |
|  | \| \| Mapusaurus \| \| \| \| \| \| Giganotosaurus \| \| \| \| |
|  |                                                               |
|  | Mapusaurus                                                    |
|  |                                                               |
|  | Giganotosaurus                                                |
|  |                                                               |

|  | Mapusaurus     |
|  |                |
|  | Giganotosaurus |
|  |                |